# Литлхемптон
Литлхемптон (енгл. Littlehampton) је град у Уједињеном Краљевству у Енглеској. Према процени из 2007. у граду је живело 60.157 становника.

## Становништво
Према процени, у граду је 2008. живело 60.157 становника.
| 1981.  | 1991.  | 2001.  |
| ------ | ------ | ------ |
| 46.028 | 50.408 | 55.716 |